# Amri Wandel
 (mai 2021).
Si vous disposez d'ouvrages ou d'articles de référence ou si vous connaissez des sites web de qualité traitant du thème abordé ici, merci de compléter l'article en donnant les références utiles à sa vérifiabilité et en les liant à la section « Notes et références ».
Amri Wandel, né en 1954 à Tel Aviv-Jaffa, est docteur en astrophysique à l’Université hébraïque de Jérusalem et professeur invité à l’Université de Californie à Los Angeles. Ses domaines de spécialisation sont les trous noirs et l’exobiologie, et il est membre de l’Union astronomique internationale. Il a obtenu son doctorat à Stony Brook (New York), et a été maître de conférences dans les universités de Princeton, du Maryland, et l’Université Stanford. Il habite en Israël avec sa famille et est espérantiste.

## Activités en Espérantie
Amri Wandel s’est investi dans la ligue des jeunes espérantophones israéliens pendant les années 1970, a été membre du conseil d’administration de l’Organisation mondiale des jeunes espérantophones (TEJO) (à partir de 1977), président de TEJO pendant le mandat 1981-1983 et président honoraire. De plus, il est membre de l’académie d’espéranto depuis 1992, et président de l’académie internationale des sciences de Saint-Marin depuis 2016.
Il est président de la ligue israélienne d’espéranto (première période en 1990-1996, et depuis 2009). De plus, il a occupé de nombreux postes : membre du conseil d'administration de l'Association mondiale d'espéranto depuis 1989, membre du bureau de UEA pendant les mandants 1995-1998, 2004-2007 et 2010-2013, secrétaire de l’université d’été lors des congrès mondiaux d’espéranto depuis 2007, et fondateur et président de l’université internationale d’été.
En Israël, il est un organisateur actif et a été président du comité local d’organisation du congrès mondial d’espéranto à Tel Aviv en 2000, et continue d’être rédacteur pour le périodique Israela Esperantisto depuis 2008.

### Publications
- 1988 : Venis Vespero, livre pour enfants, traduit de l’hébreu (Palo Alto)
- 1993 : La Krabo kiu ludis kun la Maro, livre pour enfants, traduction d’un ouvrage de Rudyard Kipling, récompensé « livre pour enfants de l’année (Edistudio (eo))
- 1999 : corédacteur du Hejma vortaro, petit dictionnaire de 62 pages.
- 2001 : La Kosmo kaj Ni, manuel basique concernant l’astronomie, avec David Galadí-Enríquez, a remporté de prix Pirlot (FEL, 2e éd. 2005)
- 2002 : corédacteur du Nova PIV, pour la partie concernant l’astrophysique
- 2010 : « Du jardekoj de Internacia Kongresa Universitato » in La Arto Labori Kune, de U. Lins et D. Blanke (UEA).
- 2011 : rédacteur scientifique de Origino de la vivo sur la Tero, de Nikolao Gudskov (Impeto, Moscou)

Amri Wandel a enregistré un cours en 33 vidéos sur l’astronomie et l’astrophysique, pour l’université d’espéranto.
Toujours dans le domaine de l’enseignement, il a été rédacteur pour les livres de l’université d’été des congrès mondiaux d’espéranto (Internacia Kongresa Universitato (eo), IKU) en 1998, 2005–2007, 2011 et 2013.
Il a également écrit pour les cassettes audio Israelo Kantas (« Israël chante », 1982) et Israelo ne ĉesas kanti (« Israël n’arrête pas de chanter » 1992) et pour les CD Venu Paco (« Que vienne la paix », 2001) et Kanti gefratoj kune (« Chanter ensemble comme des frères », 2011), des chants hébreux et yidiches, dont il a traduit plusieurs chansons.

### Conférences
- « La mission spatiale vers Mars »[5]
- « L’Éclipse de 1999 : dernière éclipse du millénaire », conférence spéciale lors du 84e congrès mondial d’espéranto, en 1999
- « L’Espéranto dans l’ombre de l’anglais », conférence d’espérantologie (eo) à La Havane, en 2010.

Dans le cadre de l’université d’été des congrès mondiaux d’espéranto